# Ennealophus
Ennealophus N.E.Br. – rodzaj roślin należący do rodziny kosaćcowatych (Iridaceae), obejmujący 6 gatunków występujących w zachodniej Ameryce Południowej, na obszarze od Ekwadoru do północnej Brazylii i północno-zachodniej Argentyny.

## Morfologia

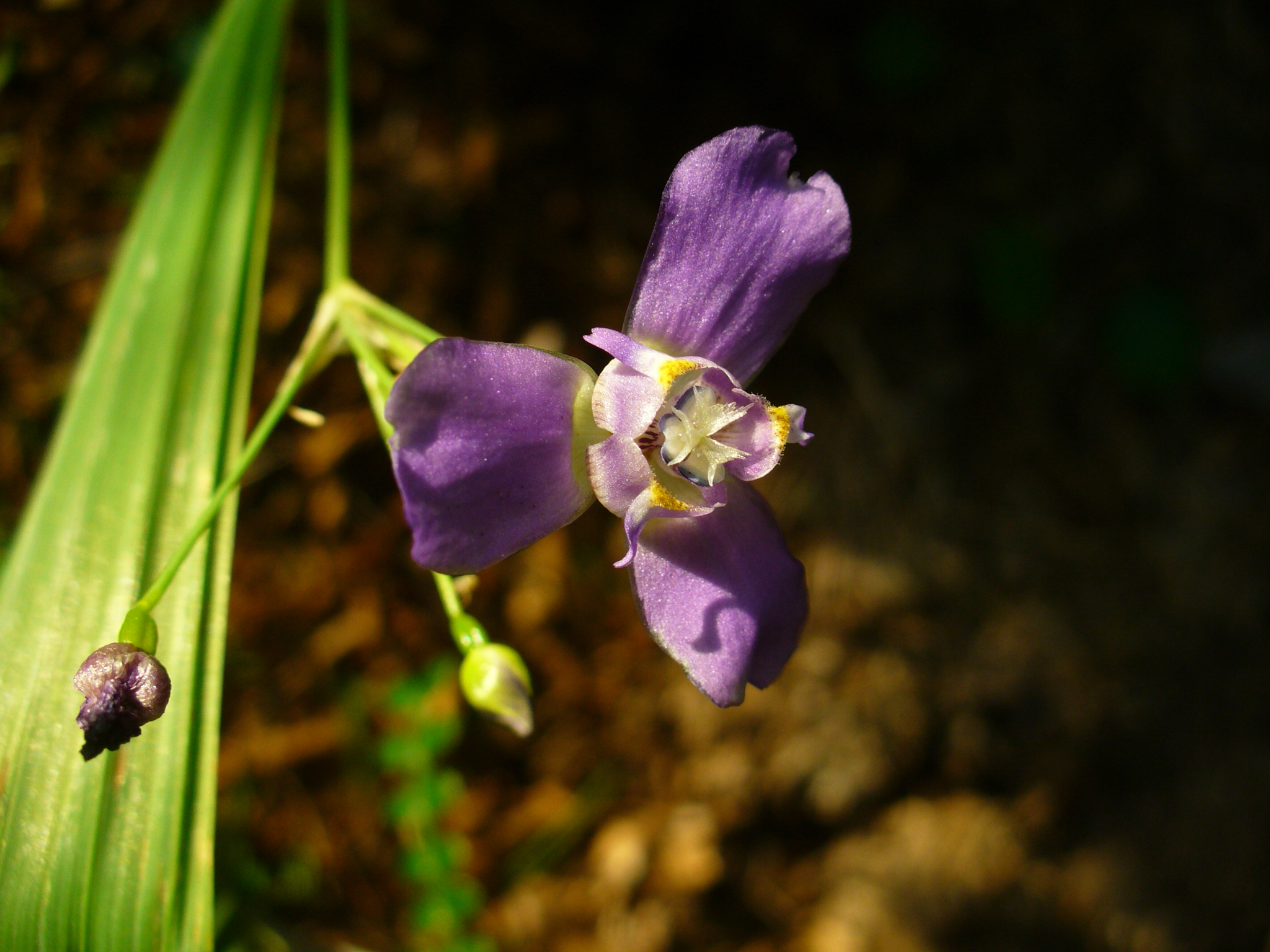
E. euryandrus

PokrójMałe wieloletnie rośliny zielne, geofity cebulowe, przechodzące fazę spoczynku.
PędyPodziemna cebula pokryta ciemnobrązową, papierzastą tuniką. Pęd kwiatostanowy prosty lub z kilkoma rozgałęzieniami.
LiścieKilka, mieczowatych do równowąskich, z równoległymi fałdami.
KwiatyOkwiat w odcieniach niebieskiego do fioletowego, z kontrastującymi zabarwieniami u nasady. Listki okwiatu wolne, trzy położone w zewnętrznym okółku duże i pazurkowato zagięte, trzy wewnętrzne mniejsze, rozpostarte lub wzniesione, z elajoforami u nasady. Nitki pręcików zrośnięte cylindrycznie, główki ściśle przylegające do łatek szyjki słupka, pylniki położone bocznie, rozbieżne na szerokim łączniku. Szyjka słupka rozwidlona na niekiedy spłaszczone, a wówczas ze znamieniem położonym bocznie i odosiowo zakończonym grzebieniastymi wyrostkami lub na wierzchołkowo rosochate łatki ze znamieniem położonym wierzchołkowo.
OwoceOdwrotniejajowate do cylindrycznych, ścięte torebki zawierające kanciaste nasiona.

## Systematyka
Rodzaj z plemienia Tigridieae, z podrodziny Iridoideae z rodziny kosaćcowatych (Iridaceae).
Wykaz gatunków
- Ennealophus boliviensis (Baker) Ravenna
- Ennealophus euryandrus (Griseb.) Ravenna
- Ennealophus fimbriatus Ravenna
- Ennealophus foliosus (Kunth) Ravenna
- Ennealophus simplex (Ravenna) Roitman & J.A.Castillo
- Ennealophus tucumanensis Huaylla

## Nazewnictwo
Etymologia nazwy naukowejNazwa naukowa rodzaju pochodzi od greckich słów εννέα (ennea – dziewięć) i λόφος (lophos – wzgórze).
Synonimy taksonomiczne
- Eurynotia R.C.Foster
- Tucma Ravenna